# 阳信镇
阳信镇是中国山东省滨州市阳信县下辖的一个镇。

## 行政区划
阳信镇下辖西北村、东关村、西关村、北关村、小窑村、孙家村、小张家村、夏家村、南双庙村、福王村、东南村、皮户村、宋百块村、幸福村、三里庄村、北园子村、纸坊村、劳家小庄村、光家村、王兴功村、界河村、张杠子村、梨园郭村、北香坊村、北八里庄村、黄家村、魏家湾村、张玉芝村、坡崖村、劳家村、府前王村、楼子张村、前袁村、后袁村、张贵府村、宁家村、张胡村、边家村、翟家村、五里堡村、城北侯村、城北刘村、荆家村、王芝龙村、十里堡村、北辛庄村、城北吕村、张瓜家村、坡庄村、五霸营村、王家楼村、西大寨村、东大寨村、小李村、刘货郎村、路线匠村、王时村、南八里庄村、褚东村、王木匠村、刘家寨村、小周家村、沈家庵村、程东村、程西村、东程村、南朱家园村、北朱家园村、接官亭村、魏家村、赵家胡同村、行宫庙村、南香坊村、唐家村、牛王堂村、南关村、段赵村、刘大水村、银高村、郭名太村、董家村、小八里庄村、陶家村、马连玉村、吴家村、长王家村、郭名善村、吴贵家村、吴家楼村、范家庵村、纪家村、前陈家村、后陈家村、油郝村、霍家村、霍家楼村、斜角王村、张皮家村、南小李村、蔡家村、李连芳村、郭当子村、西姚村、东姚村、北姚村、蔡王庄村、大辛家村、小劳家村、刘三道村、梅董村、西小郑村、赵集前街村、赵集后街村、周养蜂村、西刘王庄村、刘王庄村、高家庵村、西小李村、陈本仁村、义门丁村、武家庙村、盖王家村、杨松村、西边村、大邢家村、小邢家村、张贤村、杨户头村、王集东街村、王集西街村、王集前街村、王集后街村、稍瓜张村、镇河于村、皮户刘村、申家村、陈茂家村、褚西村。